# قاي بيتي
قاي بيتي (بالفرنسية: Guy Petit)‏ هو سياسي فرنسي، ولد في 23 نوفمبر 1905 في بياريتز في فرنسا، وتوفي بنفس المكان في 31 أكتوبر 1988. حزبياً، نشط في French Social Party ‏. وقد انتخب عضو مجلس الشيوخ الفرنسي وانتخب رئيس بلدية ‏ وانتخب نائب فرنسي.